# Einar Runius

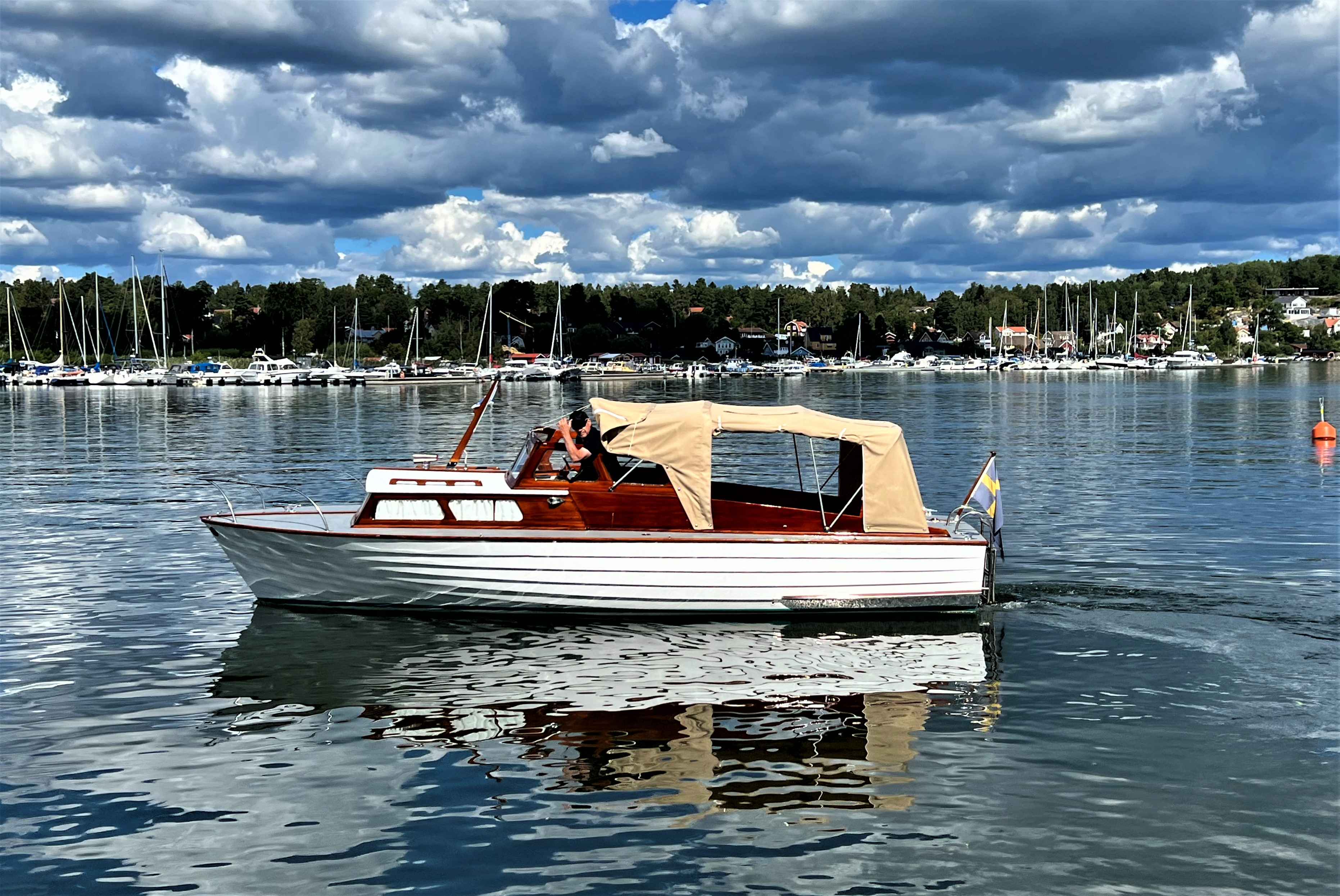
Ross med Resarö i Vaxholm i bakgrunden, 2022.

Einar Runius, född 5 december 1897 i Norrköping, död 10 augusti 1968 i Göteborg, var en svensk ingenjör och båtkonstruktör.

## Biografi
Einar Runius gick tidigt till sjöss som elev på skolfartyget Abraham Ryberg och som jungman. Han avlade ingenjörsexamen 1916 på Chalmers tekniska högskola i Göteborg och arbetade sedan ett par år som båtbyggare och sedan som ritare på Götaverken. Han fick sedan möjlighet att praktisera motorbåtskonstruktion i USA. Efter att ha återvänt från USA 1922 öppnade han tillsammans med Carl Gustaf Pettersson firman Motorbåtsbyrån vid Kungsgatan i Stockholm. Byrån ritade båtar åt bland annat Pentaverken i Skövde och Skandiaverken. Pettersson och Runius samtecknade många av byråns ritningar.
Han gjorde sig känd för sina många tusen propellerkonstruktioner. Runius är begravd på Örgryte nya kyrkogård.

## Konstruerade fartyg i urval
- 1926 Pilen, byggd 1926 på Nya Sjöexpress varv på Lidingö (tillsammans med Carl Albert Fagerman)
- 1951–62 typbåten Vindö, Örnmaskiner, senare Storebro Bruk
- 1951–64 typbåten Solö Ruff (Solö I), Örnmaskiner, senare Storebro Bruk
- 1953– typbåten Solö (Solö II)
- 1953 Ingeborg, motoryacht
- Omkring 1955 Ornö kabinbåt, Arvika båtvarv
- 1956 Racern Burmeister, byggd på Westins varv, Mönsterås
- 1957– typbåten Solö (Solö III, Baltic Sea Chaser)
- 1959– typbåten Solö (Solö IV)
- 1960 Thales, motorbåt, Storebro varv
- 1961 Vilja
- 1962 Myhoney, motorbåt, Storebro varv
- 1964–  typbåten Solö Cabin
- 1964 Motorbåten Ross, byggd på Storebro Bruk, k-märkt 2016
- 1964 Korall, motorbåt, Storebro varv
- Royal Cruiser I (Solö Lyx)

## Bildgalleri
| Racern Burmeister från 1956 i Heleneborgs båtklubbs monter på båtmässan Allt för sjön i mars 2019. |  | Racern Burmeister från 1956 i Heleneborgs båtklubbs monter på båtmässan Allt för sjön i mars 2019. |
| Racern Burmeister från 1956 i Heleneborgs båtklubbs monter på båtmässan Allt för sjön i mars 2019. |  | |